# NIO 333 Racing
A NIO 333 Racing foi uma equipe chinesa de automobilismo que atualmente compete no Campeonato de Fórmula E da FIA, uma categoria de corridas para monopostos elétricos.
A equipe, anteriormente conhecida como China Racing Formula E Team, NEXTEV TCR Formula E Team, NextEV NIO Formula E Team, NIO Formula E Team e NIO 333 FE Team, foi fundada como equipe de Fórmula E em 2014 e era sediada em Pequim. A equipe participou no Campeonato de Fórmula E da FIA desde a sua temporada inaugural, em 2014, e venceu o campeonato de pilotos na primeira temporada de Fórmula E com o piloto brasileiro Nelson Piquet Jr.. Em outubro de 2023, a equipe foi rebatizada para ERT Formula E Team.

## História
A origem da equipe remonta a criação da A1 Team China, que foi fundada em 2004 na cidade de Pequim por Liu Yu com a autorização do Ministro do Esporte da República Popular da China, para participar da A1 Grand Prix. Werner Gillis e Liu Yu eram os chefes da equipe na época. Posteriormente, a equipe também competiu na Superleague Fórmula e no Campeonato Mundial de GT1 da FIA. A equipe apoiou pilotos chineses como Ma Qing Hua, Cheng Cong Fu e Ho-Pin Tung, e também organizou corridas em Pequim, Xangai, Chengdu, Zhuhai e Ordos. As missões de corrida foram realizadas por várias equipes, como a Team Astromega ou a Selleslagh Racing Team.

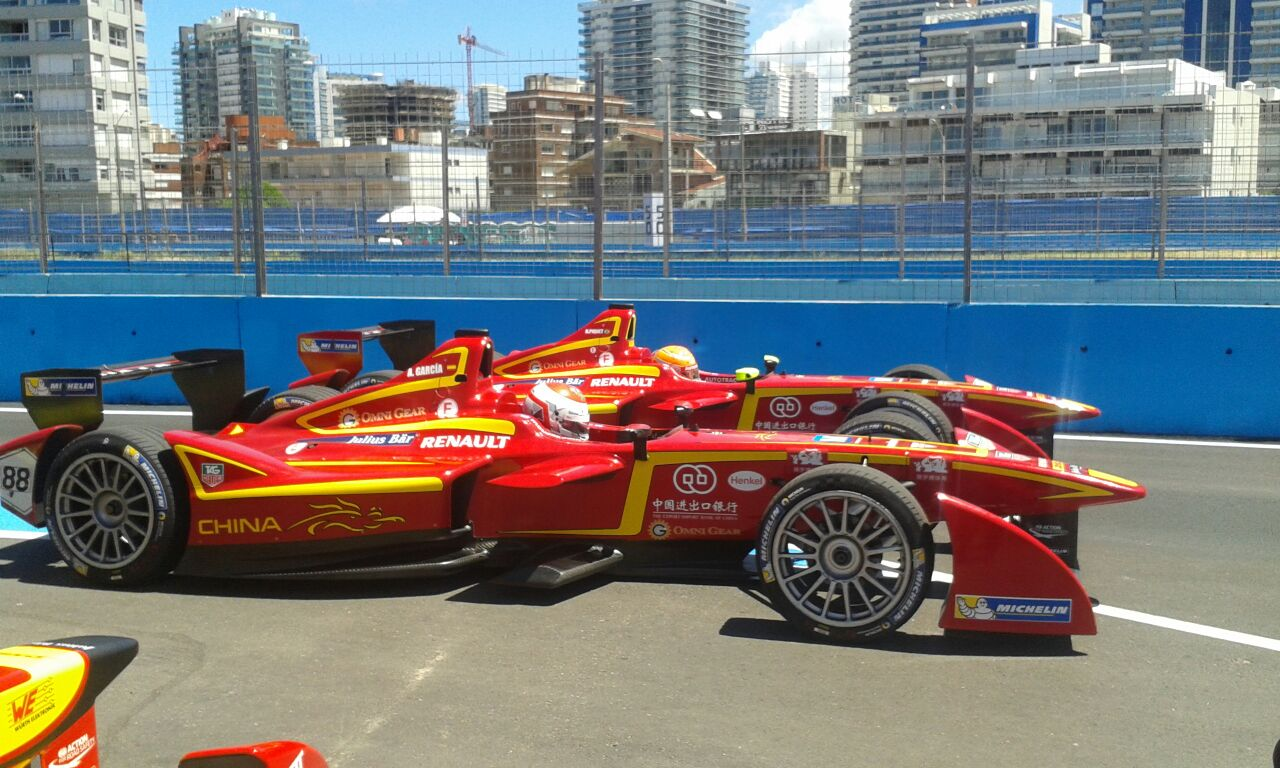
Os dois carros da China Racing no ePrix de Punta del Este de 2014.

Em 27 de fevereiro de 2013, a China Racing Formula E Team foi apresentada como a segunda equipe do recém-fundado Campeonato de Fórmula E da FIA (atrás apenas do projeto da Drayson Racing, que posteriormente foi transformada na Trulli Formula E Team) a anunciar seu envolvimento na Fórmula E, em março de 2013. Contratando os pilotos Nelson Piquet Jr. e Ho-Pin Tung para disputar a temporada inaugural da nova categoria. Enquanto Piquet disputou a temporada inteira, Tung foi substituído por Antonio García, depois por Charles Pic e Oliver Turvey. Em 2015, durante a temporada, o nome e a marca "China Racing" foram extintos. Para o ePrix de Long Beach, a equipe introduziu mudanças radicais em sua pintura, removendo o vermelho e o amarelo que haviam sido anteriormente associados à equipe e substituindo-os pela marca NEXTEV. A mudança foi finalizada na rodada seguinte em Mônaco, onde a equipe inscreveu-se como NEXTEV TCR Formula E Team em vez de China Racing.
Piquet conquistou o título do Campeonato de Piloto com vitórias em Long Beach e Moscou e três outros pódios. Entretanto, apesar de Piquet ter vencido o campeonato, a NEXTEV TCR terminou apenas em quarto lugar no Campeonato de Equipes, já que seus companheiros somaram apenas 8 pontos, com a equipe marcando 152 pontos no total.
A NEXTEV TCR optou por desenvolver seu próprio trem de força para a segunda temporada sob o nome NEXTEV TCR FormulaE 001 e começou a testá-lo no verão de 2015. A equipe também confirmou Piquet, que assinou um contrato de vários anos. Turvey, que havia estreado pela equipe no último ePrix antes da pré-temporada foi posteriormente confirmado como companheiro de equipe de Piquet na temporada. Em 2016, a NEXTEV adquiriu toda a equipe, que, na época, ainda era parcialmente propriedade da Team China Racing (daí a parte "TCR" em seu nome). O trem de força provou ser muito pesado e pouco confiável, fazendo com que a equipe terminasse a temporada com apenas 19 pontos em nono e último lugar no Campeonato de Equipes.

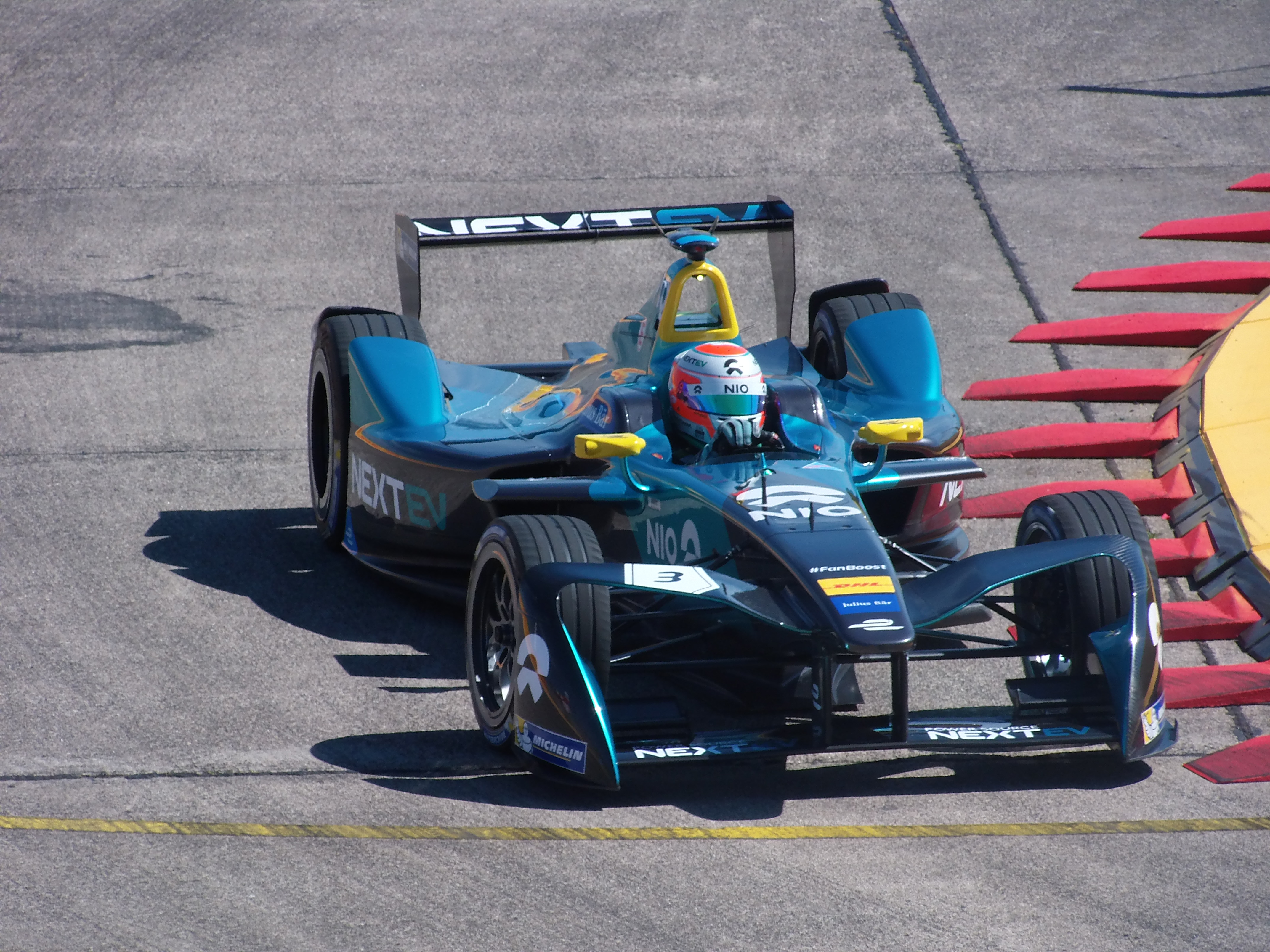
Nelson Piquet Jr no ePrix de Berlim de 2017.

Para a temporada de 2016–17, a equipe altera seu nome para NextEV NIO Formula E Team, devido a introdução da nova marca "NIO", para refletir a renomeação da fabricante chinesa de automóveis NextEV para Nio. Competindo novamente com Piquet e Turvey, o veículo com o trem de força fortemente revisado chamado NextEV 700R. A equipe terminou em sexto no campeonato, com 59 pontos, mas os pilotos não conquistaram nenhuma vitória ou pódios. No final da temporada, Piquet deixou o time e mudou-se para a Panasonic Jaguar Racing.
Na quarta temporada, a equipe muda seu nome para NIO Formula E Team, em razão da marca "NextEV" estar lentamente desaparecendo — com a marca NextEV permanecendo apenas no nome do trem de força — e, também, passa a competir sob uma licença britânica. A equipe continuou com Turvey e anunciou Luca Filippi, piloto estreante na Fórmula E, como sua dupla de piloto para o NextEV NIO 003. O piloto chinês Ma Qing Hua substituiu Filippi no ePrix de Paris e Turvey no ePrix de Nova Iorque. A NIO ficou em oitavo lugar no Campeonato de Equipes no final da temporada, com 47 pontos.

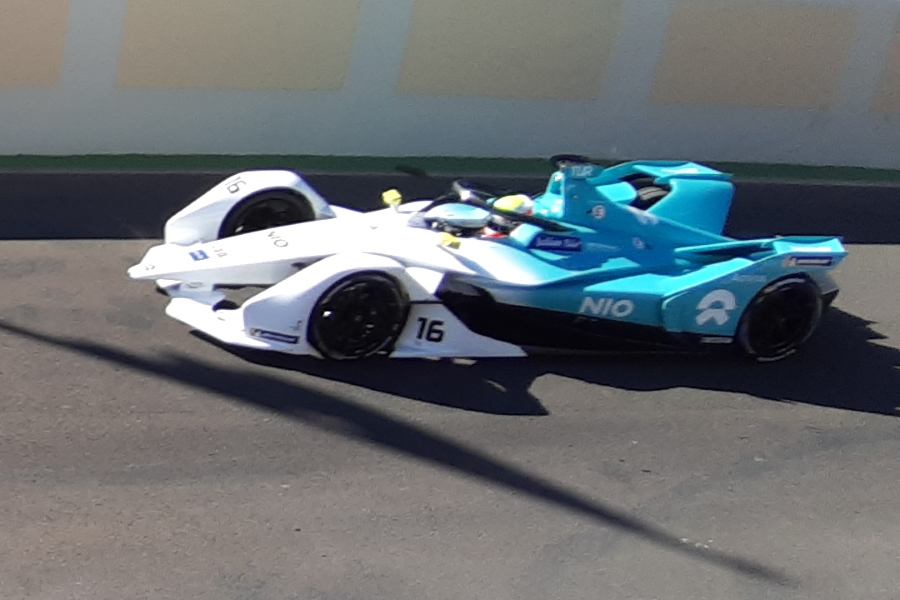
Oliver Turvey no ePrix de Marraquexe de 2019.

Para a temporada 2018–19, a marca "NextEV" foi removido do trem de força, que foi designado de Nio Sport 004, mas o nome "NextEV" permaneceu estampado no carro. A equipe continuou com Turvey, que teve Tom Dillmann como seu novo companheiro de equipe. A NIO teve de longe os desempenhos mais fracos de todas as equipes e terminou a temporada com sete pontos, o décimo primeiro e o último lugar na classificação do Campeonato de Equipes.
Em julho de 2019, foi divulgado que a Nio havia vendido a participação majoritária em sua equipe de Fórmula E para a Lisheng Sports e a Gusto Engineering, empresas da China e Hong Kong, respectivamente. Em 10 de setembro de 2019, foi revelada a lista definitiva de inscritos para a temporada de 2019–20, na qual a equipe, que voltou a utilizar uma licença chinesa, foi listada sob o nome NIO 333 FE Team. Essa operação NIO 333 foi executada pela holding Brilliant in Excellence (BIE) no Reino Unido, com a Lisheng Racing Co. Ltd., uma empresa que promove eventos de corrida de automobilismo sediada em Xangai e, que, é afiliada a BIE por meio de acionistas, licenciando sua sub-marca "333 Racing" — equipe de corridas de carros de turismo chineses de propriedade da Lisheng — para essa nova equipe. Porém, a Nio permaneceu ligada a equipe como patrocinadora, com o novo nome da equipe ainda incluindo a marca da fabricante chinesa de veículos elétricos.
A equipe não utilizou seus próprios trens de força no campeonato de 2019–20 e, em vez disso, adquiriu e reformulou trens de força usados pela equipe GEOX Dragon na temporada anterior. A Nio, no entanto, manteve seu status de fabricante devido este trem de força ter sido homologado com seu nome pela FIA no final de agosto. Ma Qing Hua se juntou à equipe de forma permanente, correndo ao lado de Turvey. Entretanto, Qing Hua não pôde participar do ePrix de Berlim de 2020 devido às restrições de viagens chinesas e foi substituído por Daniel Abt.
A equipe passa a fabricar seus próprios trens de força para a temporada de 2020–21 — o trem de força era fabricado pela própria equipe NIO 333, e não pela Nio, que patrocinava a equipe. Tom Blomqvist juntou-se a NIO 333 como parceiro de Turvey. Em fevereiro de 2021, Adam Carroll foi anunciado como piloto reserva. A equipe marcou pontos pela primeira vez desde o ePrix de Nova Iorque de 2019, após Turvey garantir dois pontos na etapa dupla do ePrix de Daria. Blomqvist alcançou o mesmo feito na rodada dupla seguinte do ePrix de Roma.
A NIO 333 mudou de uma base original em Oxford para uma em Silverstone em setembro de 2021. A equipe de bandeira chinesa operava em duas instalações no Reino Unido, utilizando tanto a oficina do seu antecessor NEXTEV em Donington Park — onde todas as equipes de Fórmula E estavam localizadas no início do campeonato de Fórmula E — como também o seu próprio centro de inovação em Oxford. Para a temporada de 2021–22, Turvey renovou seu contrato com a equipe, enquanto Blomqvist se retirou e foi substituído pelo piloto de Fórmula 2 da Carlin e ex-membro da Williams Driver Academy, Dan Ticktum.

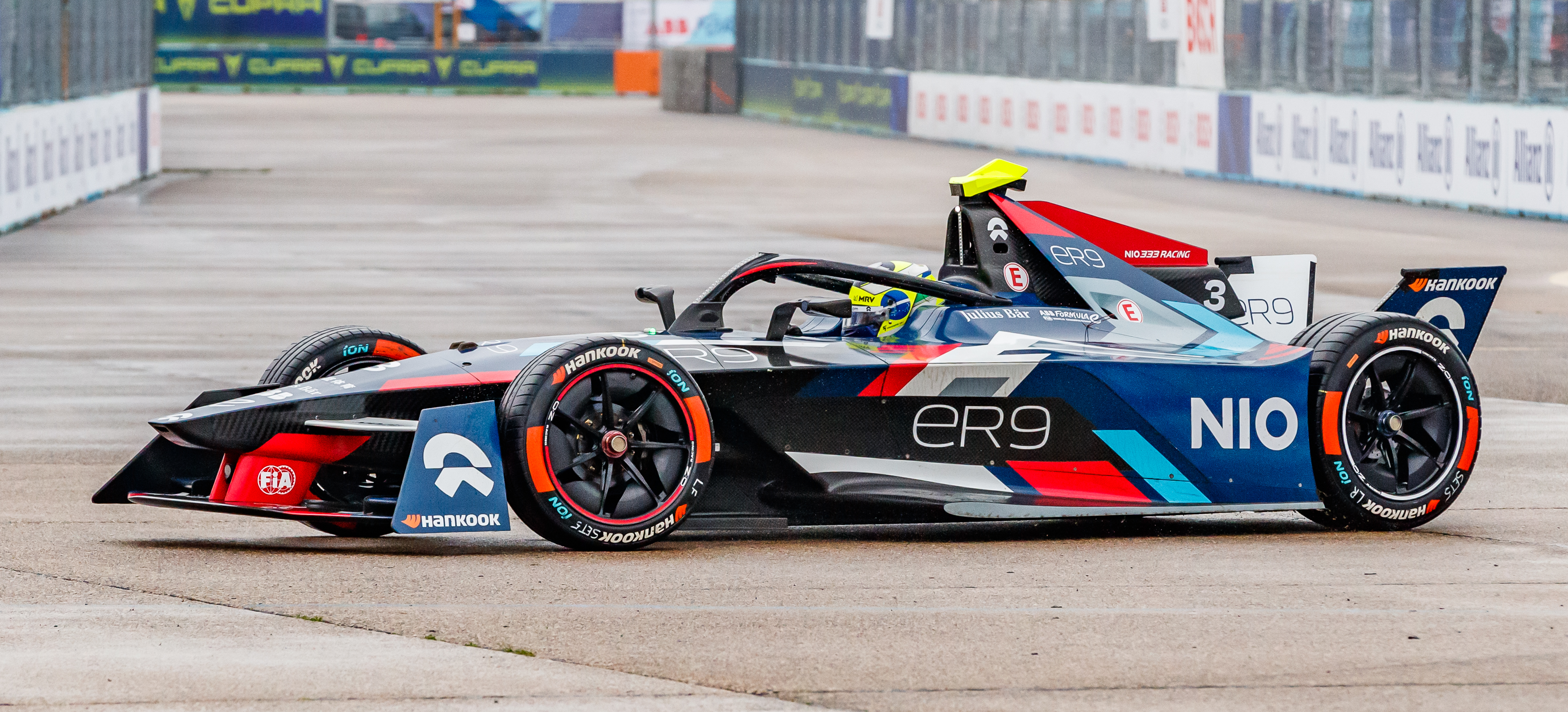
Sérgio Sette Câmara no ePrix de Berlim de 2023.

A equipe continuou como fabricante na era Gen3 da Fórmula E que iniciou na temporada de 2022–23, com a NIO 333 construindo seus trens de força com o auxílio de vários fornecedores terceirizados, incluindo caixas de câmbio da Xtrac. Nesta temporada, a equipe também passou a competir na Fórmula E sob o nome NIO 333 Racing. Com a permanência de Ticktum e a saída de Turvey, a NIO 333 contratou Sérgio Sette Câmara para forma sua dupla de pilotos para a disputa da temporada. A equipe alcançou sua melhor posição na classificação final do Campeonato de Equipes, ficando na nona posição com 42 pontos.
Antes dos testes de pré-temporada, em 20 de outubro de 2023, foi anunciado que a equipe havia sido transformada na ERT Formula E Team para a temporada de 2023–24, após receber novos investimentos e mudar de marca para "Electric Racing Technology" (ERT), porém os novos investidores não quiseram ser nomeados publicamente. Com isso, a Nio encerrou sua participação na Fórmula E.

## Resultados
(legenda) (resultados em negrito indicam pole position; resultados em itálico indicam volta mais rápida)
| Ano                         | Nome                                                  | Chassi        | Trem de força           | Pneu | N.° | Piloto              | 1   | 2   | 3   | 4   | 5   | 6   | 7   | 8   | 9   | 10  | 11  | 12  | 13  | 14  | 15  | 16  | Pontos | Class. |
| --------------------------- | ----------------------------------------------------- | ------------- | ----------------------- | ---- | --- | ------------------- | --- | --- | --- | --- | --- | --- | --- | --- | --- | --- | --- | --- | --- | --- | --- | --- | ------ | ------ |
| 2014–15                     | China Racing Formula E Team NEXTEV TCR Formula E Team | Spark SRT01-e | SRT01-e                 | M    |     |                     | PEQ | PUT | PDE | BNA | MIA | LBH | MON | BER | MSC | LON | LON |     |     |     |     |     | 152    | 4°     |
| 2014–15                     | China Racing Formula E Team NEXTEV TCR Formula E Team | Spark SRT01-e | SRT01-e                 | M    | 88  | Ho-Pin Tung         | 16  | 11  |     | 11  |     |     |     |     |     |     |     |     |     |     |     |     | 152    | 4°     |
| 2014–15                     | China Racing Formula E Team NEXTEV TCR Formula E Team | Spark SRT01-e | SRT01-e                 | M    | 88  | Antonio García      |     |     | 11  |     |     |     |     |     | 19  |     |     |     |     |     |     |     | 152    | 4°     |
| 2014–15                     | China Racing Formula E Team NEXTEV TCR Formula E Team | Spark SRT01-e | SRT01-e                 | M    | 88  | Charles Pic         |     |     |     |     | 17  | 16  | 8   | 15* |     |     |     |     |     |     |     |     | 152    | 4°     |
| 2014–15                     | China Racing Formula E Team NEXTEV TCR Formula E Team | Spark SRT01-e | SRT01-e                 | M    | 88  | Oliver Turvey       |     |     |     |     |     |     |     |     |     | 9   | 9   |     |     |     |     |     | 152    | 4°     |
| 2014–15                     | China Racing Formula E Team NEXTEV TCR Formula E Team | Spark SRT01-e | SRT01-e                 | M    | 99  | Nelson Piquet Jr.   | 8   | Ret | 2   | 3   | 5   | 1   | 3   | 4   | 1   | 5   | 7   |     |     |     |     |     | 152    | 4°     |
| 2015–16                     | NEXTEV TCR Formula E Team                             | Spark SRT01-e | NextEV TCR FormulaE 001 | M    |     |                     | PEQ | PUT | PDE | BNA | MEX | LBH | PAR | BER | LON | LON |     |     |     |     |     |     | 19     | 9°     |
| 2015–16                     | NEXTEV TCR Formula E Team                             | Spark SRT01-e | NextEV TCR FormulaE 001 | M    | 1   | Nelson Piquet Jr.   | 15† | 8   | 15† | 12  | 13  | Ret | Ret | 13  | 12  | 9   |     |     |     |     |     |     | 19     | 9°     |
| 2015–16                     | NEXTEV TCR Formula E Team                             | Spark SRT01-e | NextEV TCR FormulaE 001 | M    | 88  | Oliver Turvey       | 6   | Ret | 12  | 9   | 11  | 12  | 13  | 12  | 15† | 10  |     |     |     |     |     |     | 19     | 9°     |
| 2016–17                     | NextEV NIO Formula E Team                             | Spark SRT01-e | NextEV FormulaE 002     | M    |     |                     | HKG | MAR | BNA | MEX | MON | PAR | BER | BER | NIQ | NIQ | MTR | MTR |     |     |     |     | 59     | 6°     |
| 2016–17                     | NextEV NIO Formula E Team                             | Spark SRT01-e | NextEV FormulaE 002     | M    | 3   | Nelson Piquet Jr.   | 11  | 16  | 5   | 9   | 4   | 7   | 12  | 12  | 11  | 16  | 13  | 16  |     |     |     |     | 59     | 6°     |
| 2016–17                     | NextEV NIO Formula E Team                             | Spark SRT01-e | NextEV FormulaE 002     | M    | 88  | Oliver Turvey       | 8   | 7   | 9   | Ret | 13  | 12  | 10  | 9   | 6   | 14  | 15  | 17  |     |     |     |     | 59     | 6°     |
| 2017–18                     | NIO Formula E Team                                    | Spark SRT01-e | NextEV NIO Sport 003    | M    |     |                     | HKG | HKG | MAR | SAN | MEX | PDE | ROM | PAR | BER | ZUR | NIQ | NIQ |     |     |     |     | 47     | 8°     |
| 2017–18                     | NIO Formula E Team                                    | Spark SRT01-e | NextEV NIO Sport 003    | M    | 16  | Oliver Turvey       | 16  | 6   | Ret | 14  | 2   | 7   | 12  | 9   | 5   | 9   | NL  |     |     |     |     |     | 47     | 8°     |
| 2017–18                     | NIO Formula E Team                                    | Spark SRT01-e | NextEV NIO Sport 003    | M    | 16  | Ma Qing Hua         |     |     |     |     |     |     |     |     |     |     |     | 13  |     |     |     |     | 47     | 8°     |
| 2017–18                     | NIO Formula E Team                                    | Spark SRT01-e | NextEV NIO Sport 003    | M    | 68  | Ma Qing Hua         |     |     |     |     |     |     |     | 17  |     |     |     |     |     |     |     |     | 47     | 8°     |
| 2017–18                     | NIO Formula E Team                                    | Spark SRT01-e | NextEV NIO Sport 003    | M    | 68  | Luca Filippi        | 10  | Ret | 16  | 12  | 14  | 13  | 13* |     | 17  | Ret | 15  | Ret |     |     |     |     | 47     | 8°     |
| 2018–19                     | NIO Formula E Team                                    | Spark SRT05e  | NIO Sport 004           | M    |     |                     | DAR | MAR | SAN | MEX | HKG | SNY | ROM | PAR | MON | BER | SUI | NIQ | NIQ |     |     |     | 7      | 11°    |
| 2018–19                     | NIO Formula E Team                                    | Spark SRT05e  | NIO Sport 004           | M    | 8   | Tom Dillmann        | 14  | 17  | Ret | 15  | 12  | 12  | 15  | Ret | 14  | 19  | 15  | Ret | 14  |     |     |     | 7      | 11°    |
| 2018–19                     | NIO Formula E Team                                    | Spark SRT05e  | NIO Sport 004           | M    | 16  | Oliver Turvey       | 13  | 16  | 8   | 12  | 9   | 11  | 13  | 14  | Ret | 18  | 16  | 10  | 13  |     |     |     | 7      | 11°    |
| 2019–20                     | NIO 333 FE Team                                       | Spark SRT05e  | NIO FE-005              | M    |     |                     | DAR | DAR | SAN | MEX | MAR | BER | BER | BER | BER | BER | BER |     |     |     |     |     | 0      | 12°    |
| 2019–20                     | NIO 333 FE Team                                       | Spark SRT05e  | NIO FE-005              | M    | 3   | Oliver Turvey       | 15  | DSQ | 11  | 13  | 21  | 16  | 18  | 16  | 22  | 19  | 21  |     |     |     |     |     | 0      | 12°    |
| 2019–20                     | NIO 333 FE Team                                       | Spark SRT05e  | NIO FE-005              | M    | 33  | Ma Qing Hua         | 20  | 19  | 16  | Ret | 23  |     |     |     |     |     |     |     |     |     |     |     | 0      | 12°    |
| 2019–20                     | NIO 333 FE Team                                       | Spark SRT05e  | NIO FE-005              | M    | 33  | Daniel Abt          |     |     |     |     |     | 18  | 16  | 15  | 18  | Ret | 20  |     |     |     |     |     | 0      | 12°    |
| 2020–21                     | NIO 333 FE Team                                       | Spark SRT05e  | NIO 333 FE 001          | M    |     |                     | DAR | DAR | ROM | ROM | VAL | VAL | MON | PUE | PUE | NIO | NIO | LON | LON | BER | BER |     | 19     | 12°    |
| 2020–21                     | NIO 333 FE Team                                       | Spark SRT05e  | NIO 333 FE 001          | M    | 8   | Oliver Turvey       | 10  | 6   | DNS | 14  | NC  | 8   | 19  | 11  | Ret | Ret | Ret | 15  | 14  | 19  | 19  |     | 19     | 12°    |
| 2020–21                     | NIO 333 FE Team                                       | Spark SRT05e  | NIO 333 FE 001          | M    | 88  | Tom Blomqvist       | 18  | 18  | 10  | 8   | NC  | 17  | 14  | 13  | Ret | 16  | 21  | NC  | 19  | NC  | 10  |     | 19     | 12°    |
| 2021–22                     | NIO 333 FE Team                                       | Spark SRT05e  | NIO 333 FE 001          | M    |     |                     | DAR | DAR | MEX | ROM | ROM | MON | BER | BER | JAC | MAR | NIO | NIO | LON | LON | SEU | SEU | 7      | 10°    |
| 2021–22                     | NIO 333 FE Team                                       | Spark SRT05e  | NIO 333 FE 001          | M    | 3   | Oliver Turvey       | 19  | 18  | 14  | 17  | 7   | 14  | 16  | 17  | 12  | 17  | 15  | 16  | 15  | 14  | Ret | 15  | 7      | 10°    |
| 2021–22                     | NIO 333 FE Team                                       | Spark SRT05e  | NIO 333 FE 001          | M    | 33  | Dan Ticktum         | 18  | 19  | 18  | 18  | 10  | 12  | 19  | 19  | 20  | 18  | 17  | 12  | 17  | Ret | Ret | Ret | 7      | 10°    |
| 2022–23                     | NIO 333 Racing                                        | Spark SRT05e  | NIO 333 FE ER9          | H    |     |                     | MEX | DAR | DAR | HAI | CCB | SPL | BER | BER | MON | JAC | JAC | PRT | ROM | ROM | LON | LON | 42     | 9°     |
| 2022–23                     | NIO 333 Racing                                        | Spark SRT05e  | NIO 333 FE ER9          | H    | 3   | Sérgio Sette Câmara | 16  | 15  | 17  | 5   | 12  | 16  | 16  | 15  | 14  | 17  | DNS | 16  | 8   | 16  | DSQ | 13  | 42     | 9°     |
| 2022–23                     | NIO 333 Racing                                        | Spark SRT05e  | NIO 333 FE ER9          | H    | 33  | Dan Ticktum         | 17  | 14  | 10  | Ret | 6   | 17  | Ret | 10  | 6   | 13  | 11  | 13  | 13  | 9   | 7   | 9   | 42     | 9°     |
| 2023–24: ERT Formula E Team |                                                       |               |                         |      |     |                     |     |     |     |     |     |     |     |     |     |     |     |     |     |     |     |     |        |        |

Notas
† – O piloto não terminou o ePrix, mas foi classificado por ter completado 90% da corrida.
G – Volta mais rápida na fase de grupos da classificação.